# Zygaena
Genre
Sous-genres de rang inférieur
- Mesembrynus
- Agrumenia
- Zygaena

Zygaena est un genre de lépidoptères (papillons) de la famille des Zygaenidae et de la sous-famille des Zygaeninae.
Il comprend une centaine d'espèces, répandues dans l'Ouest paléarctique et appelées en français « Zygènes ».

## Systématique
Le genre Zygaena a été décrit par l'entomologiste danois Johan Christian Fabricius en 1775,.
L'espèce type pour le genre est Zygaena filipendulae (Linnaeus, 1758).
Le nom Zygaena Fabricius, 1775 a de nombreux synonymes juniors :
- Anthrocera Scopoli, 1777
- Hesychia Hübner, [1819]
- Agrumenia Hübner, [1819]
- Eutychia Hübner, [1819]
- Anthilaria Hübner, [1819]
- Aeacis Hübner, [1819]
- Thermophila Hübner, [1819]
- Lycastes Hübner, [1819]
- Mesembrynus Hübner, [1819]
- Epizygaena Jordan, [1907]
- Silvicola Burgeff, 1926
- Hyala Burgeff, 1926
- Santolinophaga Burgeff, 1926
- Peucedanophila Burgeff, 1926
- Lictoria Burgeff, 1926
- Peristygia Burgeff, 1926
- Coelestis Burgeff, 1926
- Polymorpha Burgeff, 1926
- Yasumatsuia Strand, 1936
- Biezankoia Strand, 1936
- Argumenoidea Holik, 1937
- Cirsiphaga Holik, 1953
- Coelestina Holik, 1953
- Libania Holik & Sheljuzhko, 1956
- Usgenta Holik & Sheljuzhko, 1956
- Huebneriana Holik & Sheljuzhko, 1957
- Burgeffia Holik & Sheljuzhko, 1958
- Mesembrynoidea Holik & Sheljuzhko, 1958
- Rhaphidozygaena Burgeff, 1975

## Liste des espèces
La centaine d'espèces que compte le genre Zygaena est répartie dans trois sous-genres : Mesembrynus, Agrumenia et Zygaena.
La liste suivante est tirée du site Funet.

### Sous-genreMesembrynusHübner, [1819]
- Zygaena seitzi Reiss, 1938
- Zygaena nocturna Ebert, 1974

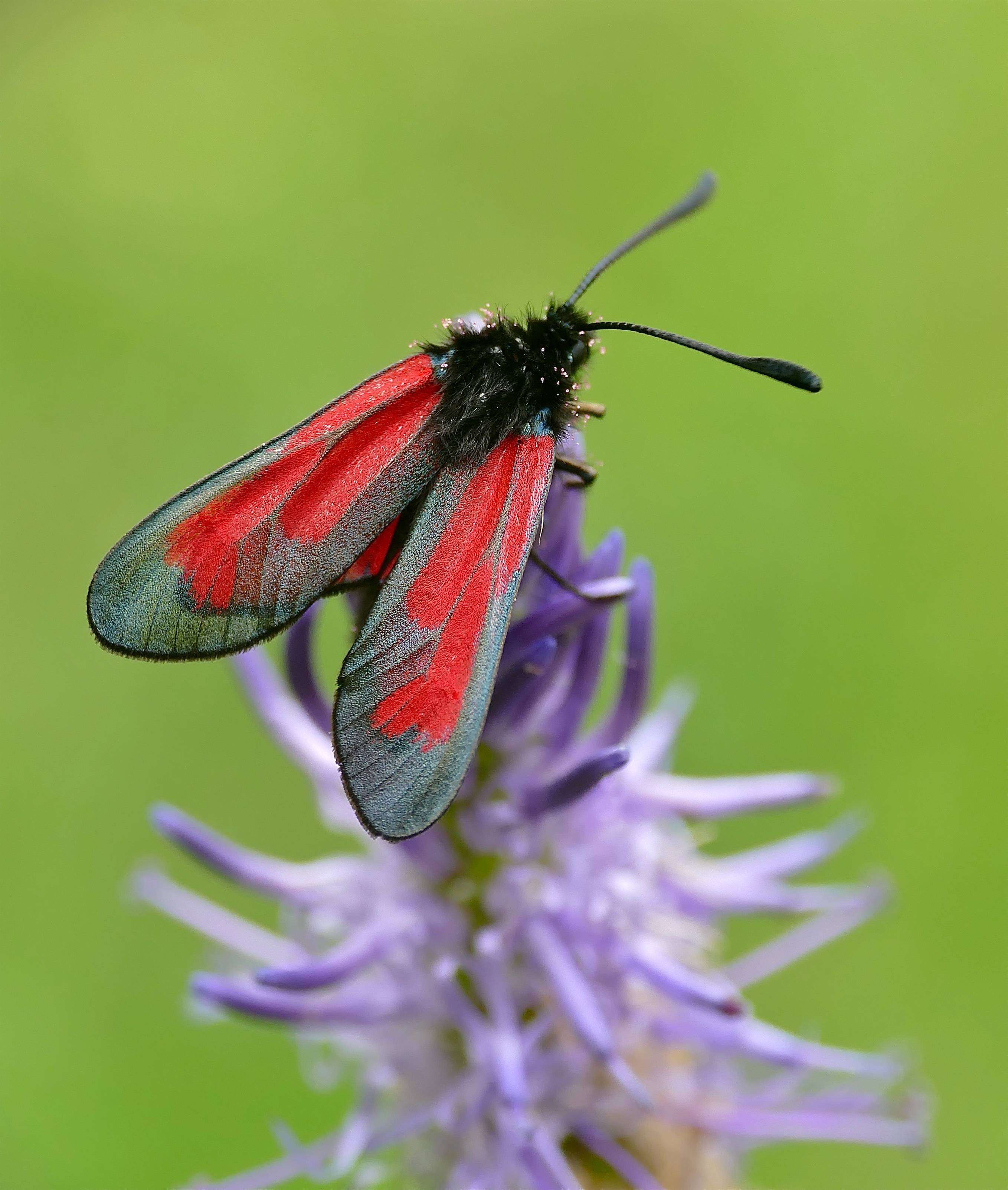
Zygaena (Mesembrynus) purpuralis

- Zygaena kermanensis Tremewan, 1975
- Zygaena turkmenica Reiss, 1933
- Zygaena cacuminum Christoph, 1877
- Zygaena speciosa Reiss, 1937
- Zygaena cuvieri Boisduval, [1828]
- Zygaena tamara Christoph, 1889
- Zygaena manlia Lederer, 1870
- Zygaena araxis Koch, 1936
- Zygaena fredi Reiss, 1938
- Zygaena mirzayansi Hoffmann & Keil, 2010
- Zygaena rubricollis Hampson, 1900
- Zygaena hindukushi Koch, 1937
- Zygaena halima Naumann, 1977
- Zygaena wyatti Reiss & Schulte, 1961
- Zygaena aisha Naumann & Naumann, 1980
- Zygaena ginnereissi Hofmann, 2000
- Zygaena haematina Kollar, [1849]
- Zygaena fusca Hofmann, 2000
- Zygaena lydia Staudinger, 1887
- Zygaena brizae (Esper, 1800) — la Zygène de la Vésubie
- Zygaena rubicundus (Hübner, 1817)
- Zygaena cambysea Lederer, 1870
- Zygaena erythrus (Hübner, 1806) — la Zygène des garrigues
- Zygaena minos ([Denis & Schiffermüller], 1775) — la Zygène diaphane
- Zygaena pseudorubicundus Klir & Naumann, 2002
- Zygaena purpuralis (Brünnich, 1763) — la Zygène pourpre
- Zygaena alpherakyi Sheljuzhko, 1936
- Zygaena graslini Lederer, 1855
- Zygaena cynarae (Esper, 1789) — la Zygène de l'herbe-aux-cerfs
- Zygaena centaureae Fischer von Waldheim, 1832
- Zygaena laeta (Hübner, 1790)
- Zygaena huguenini Staudinger, 1887
- Zygaena corsica Boisduval, [1828] — la Zygène corse
- Zygaena zuleima Pierret, 1837
- Zygaena loyselis Oberthür, 1876
- Zygaena favonia Freyer, [1844]
- Zygaena aurata Blachier, 1905
- Zygaena sarpedon (Hübner, 1790) — la Zygène du panicaut
- Zygaena contaminei Boisduval, 1834 — la Zygène de Barèges
- Zygaena punctum Ochsenheimer, 1808
- Zygaena thevestis Staudinger, 1887

### Sous-genreAgrumeniaHübner, [1819]
- Zygaena excelsa Rothschild, 1917

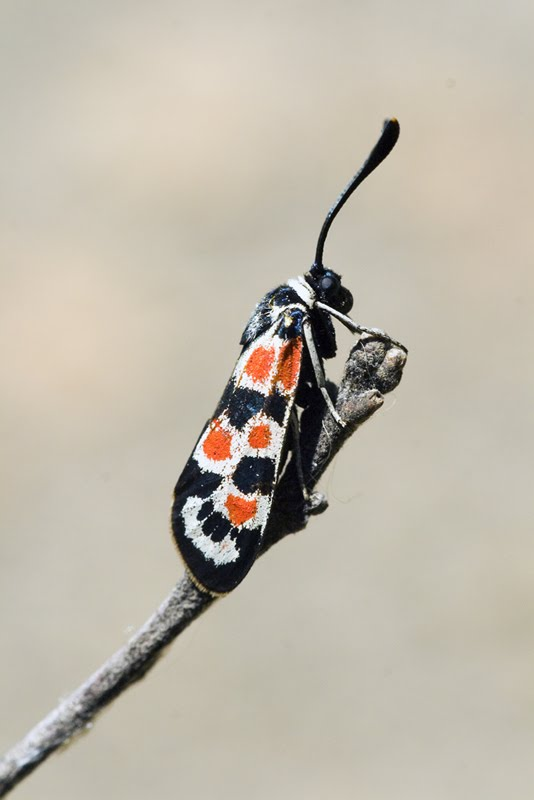
Zygaena (Agrumenia) occitanica

- Zygaena tremewani Hofmann & Reiss, 1983
- Zygaena alluaudi Oberthür, 1922
- Zygaena algira Boisduval, 1834
- Zygaena fausta (Linnaeus, 1767) — la Zygène de la petite coronille
- Zygaena youngi Rothschild, 1926
- Zygaena maroccana Rothschild, 1917
- Zygaena marcuna Oberthür, 1888
- Zygaena hilaris Ochsenheimer, 1808 — la Zygène de la bugrane
- Zygaena kavrigini Grum-Grshimailo, 1887
- Zygaena truchmena Eversmann, 1854
- Zygaena esseni (Blom, 1973)
- Zygaena transpamirica Koch, 1936
- Zygaena magiana Staudinger, 1889
- Zygaena cocandica Erschoff, 1874
- Zygaena pamira Sheljuzhko, 1919
- Zygaena sogdiana Erschoff, 1874
- Zygaena storaiae Naumann, 1974
- Zygaena ferganae Sheljuzhko, 1941
- Zygaena chirazica Reiss, 1938
- Zygaena naumanni Hille & Keil, 2000
- Zygaena tenhagenova Hofmann, 2005
- Zygaena haberhaueri Leverer, 1870
- Zygaena olivieri Boisduval, [1828]
- Zygaena sedi Fabricius, 1787
- Zygaena separata Staudinger, 1887
- Zygaena rosinae Korb, 1903
- Zygaena bakhtiyari Hofmann & Tremewan, 2005
- Zygaena sengana Holik & Sheljuzhko, 1956
- Zygaena fraxini Ménétriés, 1832
- Zygaena escalerai Poujade, 1900
- Zygaena formosa Herrich-Schäffer, 1852
- Zygaena peschmerga Eckweiler & Görgner, 1981
- Zygaena afghana Moore, [1860]
- Zygaena johannae Le Cerf, 1923
- Zygaena felix Oberthür, 1876
- Zygaena beatrix Przegendza, 1932
- Zygaena orana Duponchel, 1835
- Zygaena carniolica (Scopoli, 1763) — la Zygène du sainfoin
- Zygaena occitanica (Villers, 1789) — la Zygène d'Occitanie
- Zygaena exulans (Hohenwarth, 1792) — la Zygène des sommets
- Zygaena viciae ([Denis & Schiffermüller], 1775) — la Zygène des Thérésiens
- Zygaena niphona Butler, 1877
- Zygaena christa Reiss & Schulte, 1967
- Zygaena loti ([Denis & Schiffermüller], 1775) — la Zygène du lotier
- Zygaena armena Eversmann, 1851
- Zygaena ecki Christoph, 1882
- Zygaena ignifera Korb, 1897

### Sous-genreZygaenaFabricius, 1775

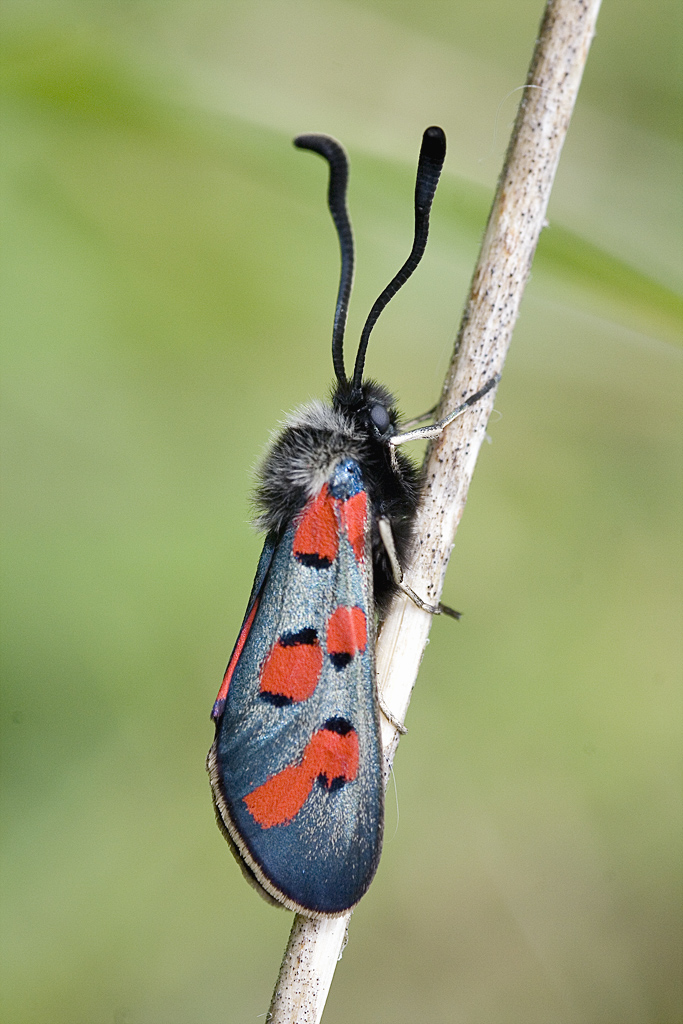
Zygaena (Zygaena) rhadamanthus

- Zygaena anthyllidis Boisduval, 1828 — la Zygène de Gavarnie
- Zygaena lavandulae (Esper, 1783) — la Zygène de la badasse
- Zygaena theryi de Joannis, 1908
- Zygaena rhadamanthus (Esper, 1789) — la Zygène de l'esparcette
- Zygaena oxytropis Boisduval, [1828]
- Zygaena problematica Naumann, 1966
- Zygaena persephone Zerny, 1934
- Zygaena mana (Kirby, 1892)
- Zygaena nevadensis Rambur, 1858 — la Zygène ibère
- Zygaena romeo Duponchel, 1835 — la Zygène de la gesse
- Zygaena osterodensis Reiss, 1921 — la Zygène de l'orobe
- Zygaena dorycnii Ochsenheimer, 1808
- Zygaena ephialtes (Linnaeus, 1767) — la Zygène de la coronille variée
- Zygaena transalpina (Esper, 1780) — la Zygène transalpine
- Zygaena angelicae Ochsenheimer, 1808
- Zygaena filipendulae (Linnaeus, 1758) — la Zygène du pied-de-poule
- Zygaena lonicerae (Scheven, 1777) — la Zygène des bois
- Zygaena trifolii (Esper, 1783) — la Zygène des prés

## Morphologie et comportement
Les imagos des espèces du genre Zygaena sont de petits papillons aux ailes allongées et aux couleurs vives, avec en général des ailes antérieures à fond bleu métallique, noir ou gris, ornées de plusieurs taches rouge vif (parfois orange ou blanches).
Ils sont actifs de jour.

## Distribution géographique
L'aire de distribution du genre Zygaena couvre l'Ouest du Paléarctique, c'est-à-dire l'Europe, l'Afrique du Nord, le Moyen-Orient et l'Ouest de la Russie.